# فریدونوفکا
فریدونوفکا (انگلیسی: Faridunovka) یک شهرک در شهرستان داولکانوفسکی در استان باشقیرستان کشور روسیه است.